# Усть-Ордынский Бурятский округ

Усть-Ордынский Бурятский округ

Усть-Орды́нский Буря́тский о́круг (бур. Ордын Адагай Буряадай тойрог) — административно-территориальная единица с особым статусом в южной части Иркутской области. Образован 1 января 2008 года при объединении двух субъектов РФ: Усть-Ордынского Бурятского автономного округа и Иркутской области.
Административный центр округа — посёлок Усть-Ордынский.

## Административно-территориальное деление
Административно в Усть-Ордынский Бурятский округ входят те же районы, что входили в Усть-Ордынский Бурятский автономный округ:
- Аларский район (население — 22 135[3] (2021)) — районный центр п. Кутулик
- Баяндаевский район (население — 11 655[3] (2021)) — районный центр с. Баяндай
- Боханский район (население — 25 050[3] (2021)) — районный центр п. Бохан
- Нукутский район (население — 15 119[3] (2021)) — районный центр п. Новонукутский
- Осинский район (население — 20 818[3] (2021)) — районный центр с. Оса
- Эхирит-Булагатский район (население — 29 403[3] (2021)) — районный центр п. Усть-Ордынский

## Статус
Усть-Ордынский Бурятский округ является административной единицей с особым статусом, образованной 1 января 2008 года в ходе объединения Иркутской области и Усть-Ордынского Бурятского автономного округа в рамках реорганизации округа в пользу области. Согласно Уставу Иркутской области от 15 апреля 2009 года № 9/5-ЗС Исполнительную власть на территории Усть-Ордынского Бурятского округа осуществляют исполнительные органы государственной власти Иркутской области (их территориальные подразделения), включая администрацию Усть-Ордынского Бурятского округа.

## География
Округ расположен в южной части Лено-Ангарского плато. Площадь — 22,4 тыс. км². Территория округа орошается притоками реки Ангары: Унга, Оса, Ида и Куда; и лишь небольшой, самый восточный участок, лежит в бассейне реки Лены.
Климат резко континентальный: зима холодная, малоснежная и малооблачная; весна сухая; лето умеренно тёплое, дождливое. Первый снег появляется в конце первой декады октября. Осадков за год выпадает в среднем около 300 мм.

## Население
| 1939     | 1959     | 1970     | 1979     | 1987     | 1989     | 1990     | 1991     | 1992     |
| -------- | -------- | -------- | -------- | -------- | -------- | -------- | -------- | -------- |
| 119 621  | ↗147 285 | ↘146 412 | ↘132 732 | ↘129 000 | ↗136 306 | ↘127 138 | ↗128 114 | ↗129 981 |
| 1993     | 1994     | 1995     | 1996     | 1997     | 1998     | 1999     | 2000     | 2001     |
| ↗132 053 | ↘131 823 | ↘131 809 | ↗132 552 | ↗133 486 | ↗134 463 | ↘134 461 | ↗134 694 | ↗134 735 |
| 2002     | 2003     | 2004     | 2005     | 2006     | 2007     | 2008     | 2009     | 2010     |
| ↗135 327 | ↘135 032 | ↘134 574 | ↘134 105 | ↘133 849 | ↗133 873 | ↗134 320 | ↗134 619 | ↘125 177 |
| 2011     | 2012     | 2013     | 2014     | 2015     | 2016     | 2017     | 2018     | 2019     |
| ↘124 881 | ↘123 803 | ↘123 493 | ↘122 793 | ↘122 761 | ↗122 874 | ↗122 947 | ↗123 070 | ↗123 125 |
| 2020     |          |          |          |          |          |          |          |          |
| ↗123 593 |          |          |          |          |          |          |          |          |

### Национальный состав
На 2002 год:
- русские — 73 646 чел. (54,42 %),
- буряты — 53 649 чел. (39,64 %),
- татары — 4102 чел. (3,03 %),
- украинцы — 1300 чел. (0,96 %),
- поляки — 435 чел. (0,32 %),
- белорусы — 388 чел. (0,29 %),
- армяне — 363 чел. (0,27 %),
- чуваши — 211 чел. (0,16 %).

На 2010 год:
- русские — 67 808 чел. (54,7 %),
- буряты — 49 871 чел. (40,2 %),
- татары — 3313 чел. (2,67 %),
- украинцы — 772 чел. (0,6 %),
- остальные — 2186 чел. (1,7 %).

На 2021 год
- русские — 66 587 чел. (54,54 %),
- буряты — 50 515 чел. (41,38 %),
- татары — 2573 чел. (2,1 %),
- остальные — 2392 чел. (1,95 %),

## Экономика
Основу экономики округа составляет сельское хозяйство: развиты животноводство молочно-мясного и шерстного направления, выращивают зерновые культуры, главным образом пшеницу. Основные отрасли промышленности: пищевая, лесная, деревообрабатывающая и целлюлозно-бумажная, машиностроение и металлообработка.

## Ресурсы
На территории округа имеются запасы нефти, горючего газа и конденсата, каменного угля, а также многочисленные месторождения нерудных строительных материалов: кирпично-черепичных, легкоплавких и тугоплавких глин, гипсового камня, строительных камней, песчано-гравийных смесей. Лесная площадь округа составляет 788,1 тыс. га., запасы древесины — 84,67 млн.м³.

## Учреждения здравоохранения
В округе функционирует 195 лечебно-профилактических учреждений здравоохранения, в том числе:
- 5 центральных районных больниц,
- 17 сельских участковых больниц,
- 18 сельских врачебных амбулаторий,
- 151 ФП и ФАПов,
- областная больница № 2,
- 3 диспансера.

Кроме того, имеется 3 учреждения санаторного типа: реабилитационный центр-санаторий «Нукутская Мацеста», реабилитационный центр «Нагалык», противотуберкулезный диспансер «Аларь».

## Учреждения образования
В окружную систему образования входят:
- 243 общеобразовательных школы,
- 102 дошкольных общеобразовательных учреждения,
- 5 профессиональных училищ: Боханское педагогическое, Усть-Ордынское медицинское и профессионально-техническое училища в Усть-Ордынском, Бохане и Кутулике,
- 3 межшкольных учебно-производственных комбината,
- 14 учреждений дополнительного образования для детей,
- 3 детских дома,
- Боханский филиал Бурятского государственного университета.

В п. Усть-Ордынский (ул. 8 марта, 41) с 1990 работал Усть-Ордынский окружной институт усовершенствования учителей. В 1993 переименован в Усть-Ордынский окружной институт повышения квалификации работников образования. В 2008 преобразован в представительство в Усть-Орде Иркутского института повышения квалификации работников образования, впоследствии уничтоженное.

## Учреждения культуры
- Государственный Национальный музей Усть-Ордынского Бурятского автономного округа,
- Краеведческий музей и усадьба Раевского в селе Олонки интересна как исторический и архитектурный памятник.
- Музей А. Вампилова на родине драматурга в п. Кутулик.
- Усть-Ордынский Национальный центр художественных народных промыслов
- Осинский районный историко-краеведческий музей.
- Дом-музей имени М. Н. Хангалова в селе Бильчир.

Кроме того, на территории округа располагается значительное количество памятников археологии и этнографии.
Издаются окружные газеты «Панорама округа» (на русском языке) и «Усть-Ордын унэн» (на бурятском).

## Туризм

Братское водохранилище

На территории Нукутского района находится популярное место отдыха — пляж «Золотые пески» на Братском водохранилище: сюда приезжают сотни туристов из Иркутской области, Бурятии и Красноярского края. Ежегодно здесь проводится спортивный праздник «Сур-Харбан», включающий турниры по конному спорту, стрельбе из лука, вольной и бурятской борьбе среди юношей.
Так же "Золотые пески" пользуются популярностью и с другой стороны братского водоранилища на территории Осинского района. местные называют это место "Братское море". Там имеются турбазы, гостиниццы, кафе

## Руководители
После упразднения автономного округа называются руководителями администрации Усть-Ордынского Бурятского округа:
- Дьячков, Анатолий Михайлович (1 января 2008—2009)
- Данилов, Борис Васильевич (август 2009 — октябрь 2010)
- Серебренников, Сергей Васильевич (2010—2012)
- Прокопьев, Анатолий Андриянович (2012—2015)
- Иванова, Марина Аюшеевна (декабрь 2015 — март 2018)
- Прокопьев, Анатолий Андриянович (c 2018)